# دينا شهابي
دينا شهابي هي ممثلة أمريكية من اصول عربية تعيش وتعمل في الولايات المتحدة.

## السيرة
ولدت دينا في الرياض. وعاشت في السعودية وبيروت ودبي. في سن الـ13 بدأت بتلقي دروس في الرقص من معلمة الرقص شارميلا كامتي والمعروفة باسم "ملكة الرقص"، في مسرح دبي الاجتماعي ومركز الفنون ستوديو شلهوب، في الإمارات العربية المتحدة. 
درست في الإمارات في مدرسة المواكب ومدرسة الإمارات الدولية وأكاديمية دبي الأمريكية. قامت دينا بالتمثيل في بعض مسرحيات المدرسة، وشجعتها معلمتها على أن تصبح ممثلة.
في سن الثامنة عشر، مع إذن والدها، أنتقلت إلى نيويورك في عام 2007 وبدأت بمزاولة مهنة التمثيل، وأصبحت ممثلة بدوام كامل في عام 2010. ودرست في الاكادمية الأمريكية للفنون الدراماتيكية لمدة سنتين. في عام 2011 أصبحت طالبة في مدرسة جوليارد في سن 22، وأيضا أصبحت طالبة في برنامج الدراسات العليا في التمثيل من جامعة نيويورك. وهي أول امرأة ولدت من الشرق الأوسط تكون مقبولة لبرامج جوليارد وجامعة نيويورك.

## أعمالها
- 2011: ديفيد_David - بدور عائشة[7]
- 2013: بين_Ben
- 2014: أميرة وسام_ Amira & Sam - بدور أميرة جعفري (أول بطولة لدينا شهابي)[8]
- 2015: حساء السجائر_Cigarette Soup
- 2016: Cul-de-Sac (فلم قصير)
- 2017: Cherry Pop
- 2017: Jack Ryan (مسلسل)